# Via Ugo Bassi
Via Ugo Bassi è una strada del centro storico di Bologna ubicata nel Quartiere Porto-Saragozza, interposta tra Via San Felice e Via Rizzoli e intitolata al patriota risorgimentale Ugo Bassi. Di quest'ultimo è inoltre ivi presente una statua bronzea, realizzata dallo scultore Carlo Parmeggiani nel 1882.

## Storia
Il tratto costitutiva in epoca romana parte del decumanus maximus della Bononia romana e nella Via Emilia, collegante in linea retta Ariminum (Rimini) con Placentia (Piacenza). 
Nel 1245 era indicata come strata de Portasteri perché usciva da Porta Stiera, una delle porte delle mura di selenite. Assunse la denominazione attuale tra il 1868 e il 1869, quando una delibera consiliare formalizzò l'unione dei tratti corrispondenti a Volte dei Pollaroli, Via dei Vetturini e una porzione di Strada San Felice (più precisamente il tratto dalla statua di Ugo Bassi a piazza Malpighi). L'aspetto urbano odierno è in gran parte risalente alla prima metà del XX secolo, ed in particolar modo al periodo fascista, del quale costituisce un archetipo urbanistico.
Nei pressi di Palazzo d'Accursio si trova inoltre la Fontana Vecchia, costruita nel XVI secolo su indicazione di Papa Pio IV ad uso della popolazione bolognese.

## Trasporto
La strada è servita da tre fermate del trasporto pubblico locale su gomma gestito da TPER.